# Hideaki Ikematsu
Hideaki Ikematsu (født 10. januar 1986) er en tidligere japansk fodboldspiller.
Han har spillet for flere forskellige klubber i sin karriere, herunder Kyoto Purple Sanga.